# Ed Sanders (Schauspieler)
Edward Sanders (* 4. Februar 1993 in East Sussex, England) ist ein britischer Schauspieler und Sänger. Bekannt wurde er für seine Rolle als Toby aus dem Film Sweeney Todd – Der teuflische Barbier aus der Fleet Street. Er war ebenfalls am Soundtrack des Films beteiligt. 
Sanders, der auch im Schulorchester spielte und im Chor sang, wurde für die Rolle des Toby ausgesucht, nachdem er beim National Youth Music Theatre und Tonbridge Arts Festival auftauchte. Er gewann gegen hunderte von Schülern verschiedener Schauspielschulen im ganzen Land und sicherte sich so die Rolle. Bis 2009 besuchte er das Ardingly College, gefolgt von zwei weiteren Jahren am Kensington and Chelsea College, wo er Ton-Technik studierte. Anschließend war er als Marketing-Geschäftsführer in der Firma The 83 Card tätig.